# Sportfreunde Lotte
El VfL Sportfreunde Lotte es un equipo de fútbol de Alemania que juega en la Oberliga Niederrhein, una de las ligas de fútbol regionales que conforman la cuarta división de fútbol en el país.

## Historia
Fue fundado en el año 1929 en la ciudad de Lotte con el nombre Turnverein Lotte, que al término de la Segunda Guerra Mundial cambió su nombre por el de VfL Sportfreunde Lotte el 9 de febrero de 1946 construyendo departamentos en otros deportes como balonmano, caminata, natación, gimnasia y otras actividades y se compone de 1400 miembros activos.
Tuvieron temporadas discretas en las divisiones bajas del fútbol alemán en gran parte de su historia hasta 1996, año en que lograron el ascenso a la Versbandsliga, y en el año 2004 ascendieron a la Oberliga, en donde el año 2008 ascendieron a la Regionalliga West, hasta que en la temporada 2015-16 ganaron el playoff ante el Waldorf y ascendieron a la 3. Liga.
En octubre de 2016, tuvieron una sorpresiva victoria sobre el Bayer 04 Leverkusen en la Copa alemana en donde vencieron en los penaltis, dejando eliminado al club previamente mencionado.

## Palmarés
- Regionalliga West: 2

2013, 2016
- Bezirksliga Westfalen: 1

1989
- Landesliga Westfalen: 1

1996
- Verbandsliga Westfalen: 1

2004
- Copa de Westfalia: 1

2015

## Jugadores

### Jugadores destacados
| - Kastriot Krasniqi - Christoph Brouwer - Mithat Dukadjinac - Joakim N´Tsika-Compaigne - Thomas Piorunek - Tobias Urban - Tim Gorschlüter - Lars Schiersand - Francis Bugri - Ralf Balzis - Jakob Konradi - Vittorio Taurino | - Sergej Leonhard - André Otto - Mohamad Raed - Henrik Bemboom - Gunvald Herdin - Sven Hozjak - Philipp Laskowski - Janusz Marek - Stefan Zepanski - Rafael Figueiredo - Ovid Hajou - Ismail Altun-Saban | - Sinan Celik - Furkan Güraslan - Volkan Kiral - Erdinc Usta - Ali Vural - Burak Yarar - Christian Stark-Charles - Adam Straith |